# Das Böse im Wald
Das Böse im Wald (internationaler Titel: Evil in the woods) ist ein Film von Malte Wirtz. Der Kinostart war am 29. September 2022 im Verleih des Berliner Filmstudios Unfiltered Artists.

## Handlung
Die Liebeskomödie „Unbegrenzte Liebe“ (Arbeitstitel) von Malte Wirtz läuft aus dem Ruder, als eine Schauspielerin bei den Dreharbeiten verschwindet. Was als improvisierte Tragikomödie angedacht war, wird bitterer Ernst und auch zu einem beunruhigenden Gruselfilm.

## Hintergrund
Bei einer Sneak Preview verließen Zuschauer aus Angst frühzeitig den Saal, da sie nicht wussten, dass sie einen Horrorfilm sehen werden. Andere echauffierten sich über die wacklige Kameraführung sowie die Dialoge. Im Interview mit dem Tagesspiegel verrät Malte Wirtz, dass er noch nie einen Horrorfilm im Kino gesehen hat, da er dafür zu nervös ist. Während des Drehs ist eine Schauspielerin für einen Moment verschwunden. Der Express (deutsche Zeitung) schreibt: „Es war dunkel und im Wald gab es keinen Handyempfang“, erzählt Wirtz weiter. „Sie hatte sich so weit von uns entfernt, dass wir uns eine ganze Zeit lang nicht wiedergefunden haben. Aber die ganze Zeit wurde weitergefilmt.“